# Phyllanthus chantrieri
Phyllanthus chantrieri là một loài thực vật có hoa trong họ Diệp hạ châu. Loài này được Andr� miêu tả khoa học đầu tiên năm 1883.